# Selišče (Dolenjske Toplice, Slovenija)
Selišče je naselje u slovenskoj Općini Dolenjskim Topllicama. Selišče se nalazi u pokrajini Dolenjskoj i statističkoj regiji Jugoistočnoj Sloveniji. 

## Stanovništvo
Prema popisu stanovništva iz 2002. godine naselje je imalo 31 stanovnika.